# Tegenstander
Een tegenstander of opponent is iemand met een tegengestelde doelstelling, een persoon (of groep personen) met wie men strijd levert of verwacht te gaan leveren. Het antoniem medestander is van toepassing op lotgenoten die de eigen doelstelling delen en bijgevolg dezelfde tegenstand ondervinden. De woorden komen voor in de politiek, in het bedrijfsleven en bij sport en spel.

## Conflict
Een conflict kan optreden tussen mensen wanneer een meningsverschil uitmondt in ruzie, tussen organisaties in bijvoorbeeld een handelsoorlog en tussen landen in oorlog. Een tegenstander in de liefde wordt ook een rivaal genoemd. Afhankelijk van het soort onenigheid zijn er aan het eind winnaars en verliezers. Indien iedereen tevreden is na de beëindiging van de onenigheid, zijn er enkel winnaars. Vaker is er niemand gelukkig na afloop, dan zijn er louter verliezers.

## Sport en spel
Bij teamsporten zoals voetbal is de tegenstander van het eigen team ook een team, bij individuele sporten zoals schaken is er meestal één tegenstander. Bij een spel dat men in eenzaamheid kan spelen zoals patience of flipperen ligt de uitdaging in het eigen concentratievermogen, de reactiesnelheid, de tijd of een andere grootheid die moet worden bedwongen.